# Friedenskirche (Hamburg-St. Pauli)

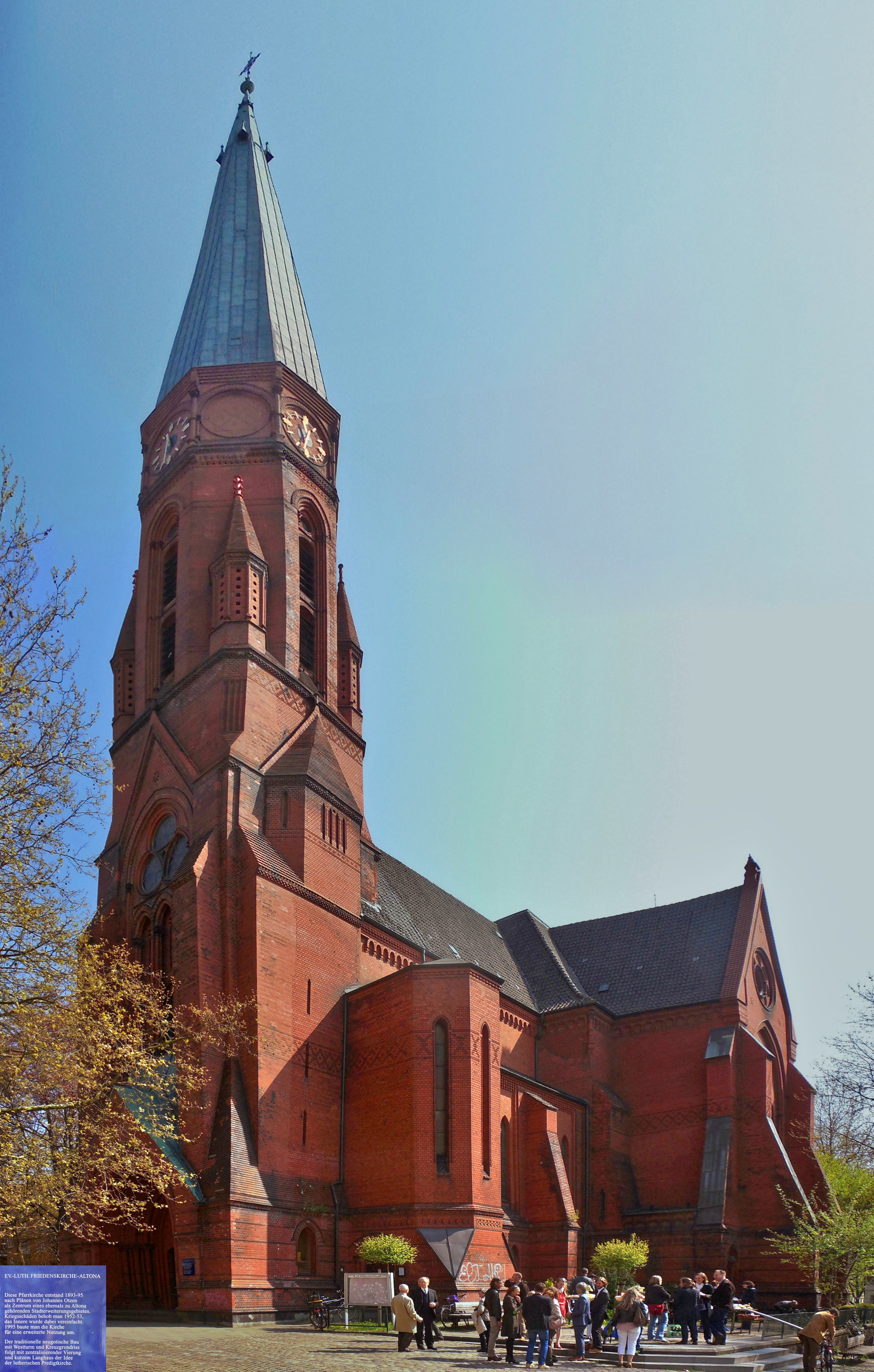
Friedenskirche in St. Pauli

Die Friedenskirche im Hamburger Stadtteil St. Pauli ist eins von drei Kirchgebäuden der evangelisch-lutherischen Großgemeinde Altona-Ost – die anderen beiden Gemeindekirchen sind St. Johannis und die Kirche der Stille. Die Backsteinkirche wurde von 1893 bis 1895 nach Plänen von Johannes Otzen im neuromanischen Stil errichtet und steht heute unter Denkmalschutz.
Die Friedenskirche befindet sich auf einem fünfeckigen Platz, der durch Otzenstraße und Am Brunnenhof gebildet wird. Bis zum Groß-Hamburg-Gesetz 1937 gehörte das Gebiet um die Kirche zur selbständigen Stadt Altona und wurde erst im Zuge der anschließenden Neuordnung der Stadtteilgrenzen dem Stadtteil St. Pauli zugeschlagen. Im Gegenzug gehört die St. Pauli-Kirche auf dem Pinnasberg, die einst dem Stadtteil St. Pauli den Namen gab, heute zum Stadtteil Altona-Altstadt. 
Die Kirche wurde 1943 bei Bombenangriffen stark zerstört, und bis 1955 verändert wieder aufgebaut. Dabei wurde statt der ursprünglichen Orgel der Gebrüder Dinse ein Instrument aus der Werkstatt von E.F. Walcker & Cie. eingebaut.